# Voleibol sentado nos Jogos Paralímpicos de Verão de 2012
As competições de voleibol sentado nos Jogos Paralímpicos de Verão de 2012 foram disputadas entre os dias 30 de agosto e 8 de setembro no Complexo ExCel, em Londres.
O voleibol sentado é disputado por duas equipes de 6 jogadores cada, como no voleibol convencional. Os atletas são divididos em duas classes:
- D: Atletas amputados, atletas com paralisia cerebral, atletas com lesão na coluna vertebral ou alguma dificuldade locomotora.
- MD: São atletas com deficiência mínima. Geralmente são ex-atletas do voleibol convencional que sofreram lesões graves nos joelhos e/ou tornozelos. É permitido a presença de apenas um jogador dessa classe em quadra por vez.

Assim como no voleibol convencional, as partidas são disputadas em melhor de 5 sets. Os quatro primeiros sets vão até 25 pontos e o último set vai até 15. O tamanho da quadra e a altura da rede são reduzidos. A quadra mede 10 metros de comprimento por 6 metros de largura. A altura da rede mede 1,15 metros para os homens e 1,05 metros para as mulheres.

## Qualificação

### Masculino
| Competição                                                  | Data                        | Sede                   | Vagas | Classificados                              |
| ----------------------------------------------------------- | --------------------------- | ---------------------- | ----- | ------------------------------------------ |
| País-sede                                                   |                             |                        | 1     | GBR Grã-Bretanha                           |
| Campeonato Mundial de voleibol sentado de 2010              | 11 – 19 de julho de 2010    | Edmond, Estados Unidos | 3     | IRI Irã BIH Bósnia e Herzegovina EGY Egito |
| Jogos Para-Asiáticos de 2010                                | 13 – 18 de dezembro de 2011 | Guangzhou, China       | 1     | CHN China                                  |
| Campeonato Europeu de voleibol sentado de 2011              | 9 – 15 outubro de 2011      | Roterdã, Países Baixos | 1     | RUS Rússia                                 |
| Jogos Parapan-Americanos de 2011                            | 14 – 18 de novembro de 2011 | Guadalajara, México    | 1     | BRA Brasil                                 |
| Campeonato Africano Subsaariano de voleibol sentado de 2011 | 24 – 27 de novembro de 2011 | Kigali, Ruanda         | 1     | RWA Ruanda                                 |
| Campeonato Norte-Africano de voleibol sentado de 2011       | 2011                        |                        | 1     | MAR Marrocos                               |
| Convite                                                     |                             |                        | 1     | GER Alemanha                               |
| Total                                                       |                             |                        | 10    |                                            |

### Feminino
| Competição                                           | Data                                  | Sede                    | Vagas | Classificados                            |
| ---------------------------------------------------- | ------------------------------------- | ----------------------- | ----- | ---------------------------------------- |
| País-sede                                            |                                       |                         | 1     | GBR Grã-Bretanha                         |
| Campeonato Mundial de voleibol sentado de 2010       | 11 – 19 de julho de 2010              | Edmond, Estados Unidos  | 3     | CHN China USA Estados Unidos UKR Ucrânia |
| Jogos Para-Asiáticos de 2010                         | 13 – 18 de dezembro de 2011           | Guangzhou, China        | 1     | JPN Japão                                |
| Campeonato Pan-Americano de voleibol sentado de 2011 | 28 de setembro – 1 de outubro de 2011 | Mogi das Cruzes, Brasil | 1     | BRA Brasil                               |
| Campeonato Europeu de voleibol sentado de 2011       | 9 – 15 outubro de 2011                | Roterdã, Países Baixos  | 1     | NED Países Baixos                        |
| Convite                                              |                                       |                         | 1     | SLO Eslovênia                            |
| Total                                                |                                       |                         | 8     |                                          |

## Medalhistas
| Evento             | Ouro | Prata | Bronze |
| ------------------ | --- | --- | --- |
| Masculino detalhes | Ismet Godinjak Adnan Manko Adnan Kešmer Asim Medić Mirzet Duran Nizam Čančar Dževad Hamzić Benis Kadrić Safet Alibasić Sabahudin Delalić Ermin Jusufović BIH Bósnia e Herzegovina | Majid Lashgarisanami Reza Peidayesh Davood Alipourian Ahmad Eiri Naser Hassanpour Alinazari Sadegh Bigdeli Jalil Eimery Seyedsaeid Ebrahimibaladezaei Isa Zirahi Ramezan Salehi Hajikolaei Mohammad Khaleghi IRI Irã | Alexander Schiffler Thomas Renger Stefan Haehnlein Sebastian Czpakowski Heiko Wiesenthal Peter Schlorf Jürgen Schrapp Christoph Herzog Barbaros Sayilir Torben Schiewe GER Alemanha |
| Feminino detalhes  | Tang Xue Mei Lu Hong Qin Tan Yanhua Su Li Mei Zheng Xiong Ying Wang Yanan Li Liping Zhang Xu Fei Yang Yan Ling Zhang Lijun Sheng Yu Hong CHN China                                | Lora Webster Brenda Maymon Michelle Gerlosky Kathryn Holloway Heather Erickson Monique Burkland Kari Miller Allison Aldrich Nichole Millage Kaleo Kanahele Kendra Lancaster USA Estados Unidos                       | Margaryta Pryvalykhina Anzhelika Churkina Larysa Sinchuk Galyna Kuznetsova Olena Manankova Ilona Yudina Larysa Klochkova Olga Shatylo Larysa Ponomarenko Valentyna Brik UKR Ucrânia |